# Acetat de bari
L'acetat de bari (Ba(C₂H₃O₂)₂) és la sal química del bari(II) i l'àcid acètic.

## Preparació
L'acetat de bari generalment es produeix per la reacció entre l'àcid acètic i el carbonat de bari:
BaCO₃ + 2CH₃COOH → (CH₃COO)₂Ba + CO₂ + H₂O
Amb aquesta reacció, que es fa en una solució, el bari acaba cristal·litzant. Alternativamant es pot usar sulfur de bari:
BaS + 2CH₃COOH → (CH₃COO)₂Ba +H₂S
També cristal·litza l'acetat de bari.

## Propietats
L'acetat de bari és una pols blanca, molt soluble en aigua.

## Usos
L'acetat de bari es fa servir com mordant en tèxtils, per assecar pintures i vernissos i en oli lubricant. En la química es fa servir per preparar altres acetats; i en la síntesi orgànica com catalitzador.